# スクリプトエンジン (ゲーム)
スクリプトエンジンは、ゲームエンジンのひとつであり、またはゲームエンジン内で実装され処理などに利用される。
この記事では、主にノベルゲーム/アドベンチャーゲームについて記述する。

## 概要

### スクリプトエンジンのメリット
スクリプトエンジンを分かりやすく説明すると、インターネットにおける「ブログ」のような機能である。ブログサービスではHTMLなどを理解していなくても、ブログ利用者が様々な機能を駆使してブログを書けるようになり、テキスト情報だけでなく画像・音楽・動画などのコンテンツ情報を発信することができるようになる。
これと同じようにスクリプトエンジンを用いることで、ほとんどプログラム知識のないスタッフでも、いくつかの基本を覚えることでキャラクターや背景を動かしたり、BGM・効果音・動画を流したりして容易にゲームを制作できるようになるのが、スクリプトエンジンの最大のメリットである。
また、スクリプトとプログラムを分けて記述することで、双方の記述が複雑化するのを防いでシンプルに保てることや、それによりプログラム部分を間違って記述したり削除するなどのミスを減らせることも、大きなメリットと言える。
さらに、プログラムの仕様変更の際にもスクリプト部分を弄ることなく、プログラムを変えるだけで変更可能にする狙いもある。また、プログラム担当とスクリプト担当とで、作業を切り分けて分業できることも重要なメリットである。

### ノベルゲームでの利用
スクリプトエンジンは、主にサウンドノベルやビジュアルノベルなどのノベルゲーム、テキストを読ませることを主体としたアドベンチャーゲームとして使用される。ゲームエンジンとしては開発コストが比較的低く、また適用されるジャンルの特性として流用も利きやすいため、フリーウェアとして配布されているものも数多くある。
これらのゲームでは、特にシナリオや登場するキャラクター（およびそれらの制作者）が売りとして表に出てくることが多いが、実際のゲームとしての評価には、操作性などのプレイ中の快適度に直結する、このスクリプトエンジンの完成度も大きな影響を与えうる。

## よく実装される機能
プレイヤーが操作することができる機能について記述し、フラグ管理などの内部構造については割愛する。
既読スキップ
過去のプレイで通過したテキストを、未読のテキストや選択肢が出てくるまでスキップする。
オートプレイ
テキスト送りを自動にする。
バックログ参照
プレイ中に通過した選択肢、テキストを遡って参照する。ソフトによっては遡れる量に限界があることがある。
キャラクターのセリフに声が当てられているソフトでは、任意のセリフの音声だけを後から再生できることもある。
既読色分け
過去のプレイで選択した選択肢や通過したテキストを、未読のものと区別がつくように色を変えて表示する。
セーブ、ロード
任意のシナリオの位置でゲームの中断、再開ができる。
クイックセーブ
選択肢ごとやシーン切り替えのタイミングで、通常のセーブデータとは別の領域に自動的にセーブを行う。プレイ中の任意のタイミングでロードを行うことができるが、ロードした地点以降に作成されたクイックセーブデータが削除される仕様のものもある。選択肢で分岐した後のテキストを両方とも読みたい場合（「回収」と呼ばれることがある）に便利な機能。
クイックセーブデータはゲームをいったん終了すると消失するもの、終了後も保持されるもの、通常のセーブデータをロードするとすべて削除されるものなど、扱いは仕様によってさまざまである。
コンフィグ機能
テキストの表示速度、オートプレイの速さ、BGMや効果音のボリュームなどをプレー環境に合わせて変更できる。
設定できる項目はエンジンにより差がある。

## 主なスクリプトエンジン

### フリーウェア
- ティラノビルダー
- Almight
- Light.vn
- Visual Novel Toolkit
- Suika2
- 吉里吉里2/吉里吉里Z
- Ren'Py
- AIRNovel
- LiveMaker

### 商用ソフトウェア
- Ethornell
- Majiro Script Engine
- QLIE
- 椎名里緒

### ゲーム機ソフト
- ツクールシリーズ
  - サウンドノベルツクール（スーパーファミコン）
  - サウンドノベルツクール2（プレイステーション、セガサターン）
  - マルチゲームスクリプター(PC-98)

### メーカー独自
- アリスソフト
  - System3
  - System4
- ビジュアルアーツ
  - AVG32
  - RealLive（AVG2000）
  - SiglusEngine
- light
  - Malie System
- ネクストン
  - LC-ScriptEngine
- F&C
  - ADVWin16
  - ADVWin32
- ういんどみる
  - CatSystem2
- 戯画
  - NeXAS
- アージュ
  - rUGP
  - AGES mkII

### その他
商業作品のみ有償であるもの、法人での利用のみ有償であるもの、一定規模以上の頒布の場合に有償であるものなどが、これに当たる。
- らのべえ
- NScripter
- YU-RIS
- ADV+++
- sketch/ExHIBIT
- Artemis Engine